# 近现代中国的婚姻

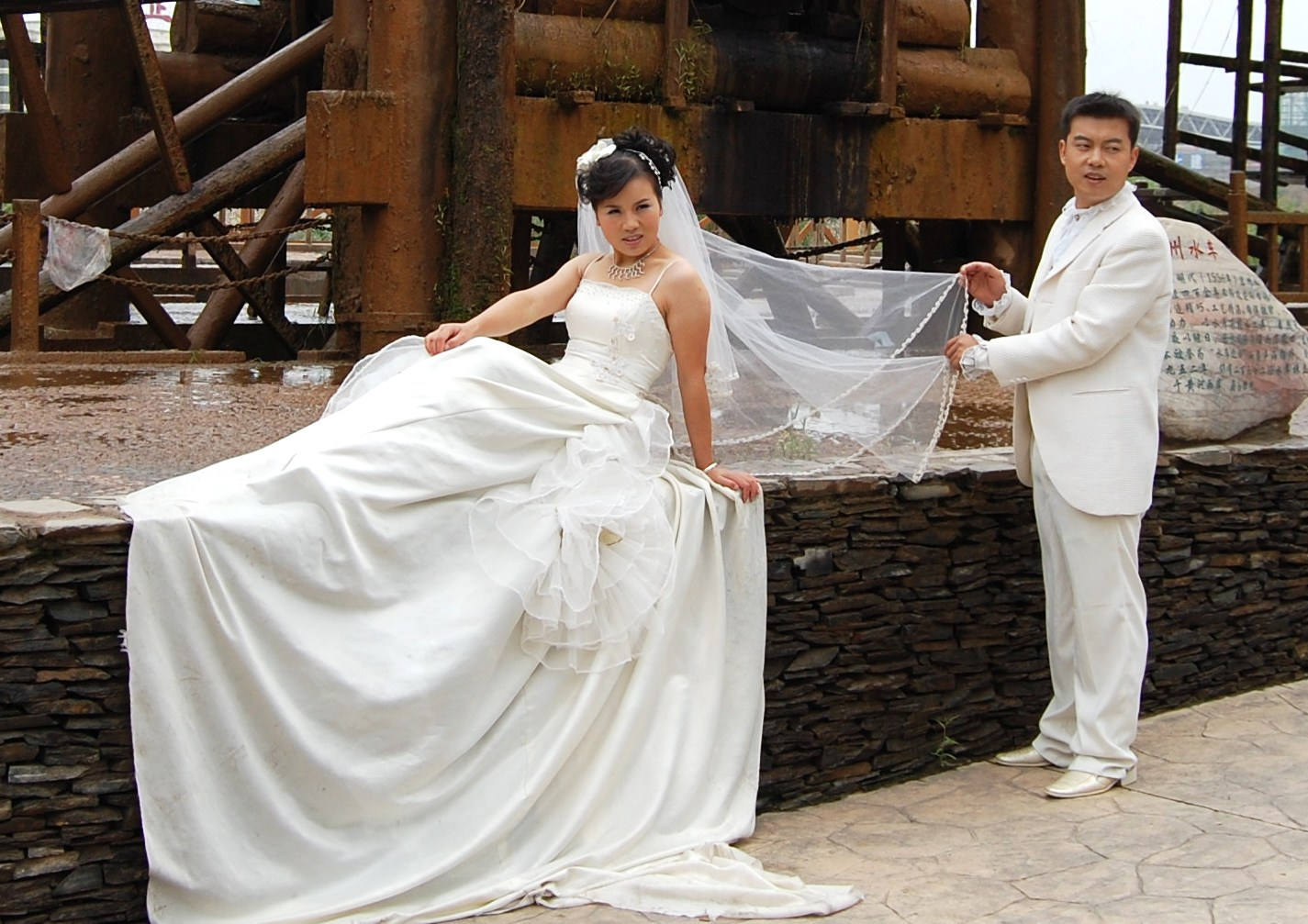
人们对婚姻的态度受到西方国家的影响，如今越来越多的新人选择西式婚礼

中国的嫁娶在改革开放后已经有了很多的改变，特别是最新颁布的相关政策，例如1950年的《中华人民共和国婚姻法》，以及1979至2015年间的中华人民共和国计划生育政策。在20世纪，这主要的改变是中国婚礼中传统结构的改变，例如包办婚姻开始得到改变，一个人对伴偶的自由选择权受到了普遍的尊重。但是，父母和传统文化依旧会给许多单身人士一些压力，特别是女性，被一些人要求去选择一个社会上、经济上具有一些能力优势的结婚伴侣。2022年，中国有6.8万对人登记结婚。离婚在中国依旧很少见，在2010申请离婚的夫妇有196万对，这数据显示的比率相比前一年高了14%，是10年前的两倍。尽管这个离婚的数据比率上升了，结婚依旧被人们视为人生旅程中需要存在的一部分，这个现象是十分自然常见的，有时候这也会被视为中国公民责任的一部分。

## 背景
传统方面来看，婚姻生活基于中国的儒家思想观念。这种被普遍认为的意识形态形成了婚姻嫁娶文化中“要努力奋斗，为下一代美好生活提供保障的中国家庭思想”。与儒家思想赋予秩序和等级制度相似，所说的集体需求高于个人的需求。这正是对中国一直延续的孝道的维护，同时证明了一种处于男性和女性在婚姻中，以及在未来生活中对婚姻生活准备的传统行为准则。这对于女性的隔离阻断，以及对男性的教育是区分两性关系的文化习俗，因为男性和女性在婚后会有各自的家庭工作领域。
“家庭长辈的意见在儿辈的婚姻中具有非常大的影响，同时也被视为家庭重要成功决策之一”。在家族体系以及家谱的记载中，女儿的存在是不被载入的，所以说女儿不留下任何位置。传统意义上来看，新娘会成为男方家庭中的一部分，并且与娘家的联系不再似曾经那样的密切，特别是她能否为男方的家族增添一个男孩成为了她往后生活的一大命题。在古代，包办婚姻还流行的时候，丈夫与妻子两人经常在结婚前都不曾见过对方。婚姻生活是一种复杂且程式化的家庭安排，男性在婚姻中通常起到赚钱养家的角色，女性在婚姻中通常担任相夫教子、打理家务的角色，这是宋若昭《妇女论》的主要思想传达。尽管儒家思想不再是一种中国明确普遍的思想体系，但是它早已缔造了关于婚姻的一种持续而稳定的传统思想遗产，以及结婚的思维观念。因此，这依旧是具体实行性别平等以及让女性获得权利的主要障碍。另一方面来说，更高的房价冲击着中国的婚姻现状。在中国，不断上涨的房价导致了更低的结婚率，甚至诱导出现了其他严重的社会问题。由于不断降低的结婚率和生育率，中央政府应该需要建立政策去应对目前的高房价。
尽管这些是汉族主要习俗，还有很多少数民族存在不同的婚姻和家族传统。例如，少数民族——摩梭人实行母系继承的制度；以及从怀孕、分娩直到撑起一个家庭的整个过程，妻子和丈夫作为一个整体都会一起工作，因为在拉祜族做法中，他们对性别没有特别的区分。
在20世纪50年代，中华全国妇女联合会在城乡开展评选“五好家庭”活动，倡导家庭去践行一些美好的文明风气：尊老爱幼、男女平等、夫妻和睦、勤俭持家、邻里团结。

## 婚姻法

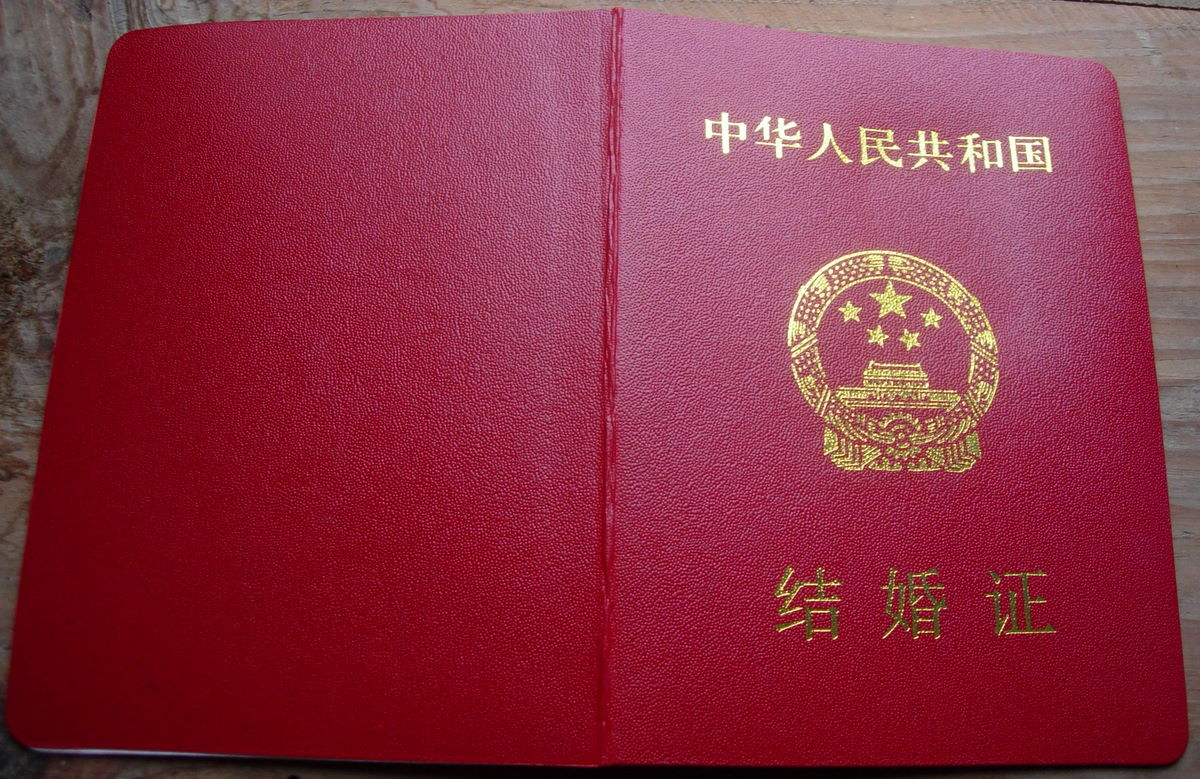
2004年颁发的结婚证书的封面

在建国初期，中华人民共和国在1950年通过了《中华人民共和国婚姻法》，它禁止了结婚一方在性无能、患有性病、麻风病或者精神病的情况下纳妾或者结婚。该法律废除了包办婚姻、重金购买妻子，亦或者是一夫多妻制和童婚。
1980年9月10日，《中华人民共和国婚姻法》作为1950年《婚姻法》修改后的法典获得了通过。1950年的《婚姻法》是中华人民共和国第一部涉及婚姻家庭法的法律文件。1980年的《婚姻法》采用了1950年法律的相同规格，但在2001年进行了修订，加入并综合了国家计划生育法。《婚姻法》不仅废除了包办婚姻、男尊女卑、漠视子女利益的封建婚姻制度，这项法律还保障了离婚和自由选择婚姻的权利。
该法律是由包括全国妇联、最高人民法院和最高人民检察院等在内的一个团体修订的。1980年《婚姻法》的修改代表着传统婚姻结构向现代法律框架的原则转变，该法律执行的条款重视改革中强调的性别平等和家庭关系，并分为四个主要部分：一般原则、婚姻协议、家庭关系以及离婚。

### 婚姻的一般原则
1980年的婚姻法明确规定了结婚应该基于双方自由选择伴侣的基础上，实行一夫一妻、男女平等的婚姻制度。该法规的第三条强调了结婚的本人应该自主选择配偶，禁止包办、买卖婚姻和其他干涉婚姻自由的行为。禁止借婚姻索取财物。这法规也禁止了家暴或者遗弃家庭成员的行为。
1980年的法规还规定，结婚必须男女双方完全自愿，不许任何一方对他方加以强迫或任何第三者加以干涉。法律规定了结婚年龄，男性不得早于二十二周岁，女性不得早于二十周岁。同时，该法规还鼓励人们晚婚晚育。该法律与此前1950年的不同，因为在1950年，那时男性的法定结婚年龄20周岁，女性的法定结婚年龄是18周岁。该举措进一步表明了政府支持年轻人晚婚晚育。
该法律也禁止了近亲结婚，近亲被定义为有血缘关系的直系血亲和三代以内的旁系血亲。直系血亲指祖（外祖)父母-父母-自己和自己-子女-孙（外孙)子女之间的关系。三代以内的旁系血亲指与自己有同一祖父母或外祖父母的非直系血亲，但在血统上同出一源的亲属,包括自己的叔、伯、姑、舅、姨、表（堂)兄弟姐妹等。近亲分代计算为共同祖父母（外祖父母）为第一代,依此类推,至本人为第三代。此外，要求结婚的男女双方必须亲自到民政局进行结婚登记。符合本法规定的，予以登记，发放结婚证。当新人取得结婚证的那一刻，他们即确立了夫妻关系。未办理结婚登记的，应当补办登记。登记结婚后，根据男女双方制约，女方可以成为男方家庭的成员，男方可以成为女方家庭的成员。
1980年的法律禁止一夫多妻的行为。
在2001年《婚姻法修正案》第3条再次禁止了已婚者与另一异性同居的行为。

### 家庭关系
婚姻法有一章节规定了，男性和女性在家庭中有着平等的地位，夫妻在家庭中地位平等。夫妻双方都有用自己姓名的权利。夫妻双方都有参加生产、工作、学习和社会活动的自由，一方不得对他方加以限制或干涉。法律还表明夫妻双方都有实行计划生育的义务。其中禁止溺婴、弃婴和其他残害婴儿的行为。夫妻在婚姻关系存续期间所得的财产，归夫妻共同所有，例如，工资、奖金等。夫妻双方都有互相扶养的义务，父母对子女有抚养教育的义务，子女对父母有赡养扶助的义务。这一条款强调子女有义务照顾年迈的父母。现在妇女不在需要服从或为公婆服务，已婚的夫妻可以建立更加亲密的关系。
子女可以随父姓，可以随母姓。父母有保护和教育未成年子女的权利和义务。非婚生子女享有与已婚生子女同等的权利，任何人不得加以危害和歧视。国家保护合法的收养关系。养父母和养子女间的权利和义务适用本法对父母子女关系的有关规定。
养子女和生父母间的权利和义务，因收养关系的成立而消除。继父母与继子女间，不得虐待或歧视。继父或继母和受其抚养教育的继子女间的权利和义务，适用本法对父母子女关系的有关规定。有负担能力的祖父母、外祖父母，对于父母已经死亡或父母无力抚养的未成年的孙子女、外孙子女，有抚养的义务。有负担能力的孙子女、外孙子女，对于子女已经死亡或子女无力赡养的祖父母、外祖父母，有赡养的义务。有负担能力的兄、姐，对于父母已经死亡或父母无力抚养的未成年的弟、妹，有扶养的义务。由兄、姐扶养长大的有负担能力的弟、妹，对于缺乏劳动能力又缺乏生活来源的兄、姐，有扶养的义务。

### 离婚
男女双方自愿离婚的，准予离婚。双方必须到民政局申请离婚。民政局查明双方确实是自愿并对子女和财产问题已有适当处理时，准许发放离婚证。男女一方要求离婚的，可由有关部门进行调解或直接向人民法院提出离婚诉讼。父母与子女间的关系，不因父母离婚而消除。法律还规定了，在夫妻离婚后，子女无论由父或母直接抚养，仍是父母双方的子女。
在2020年的《中华人民共和国民法典》为达成一致的离婚规定了为期30天的“离婚冷静期”，此事务由民政局处理。这条规定不影响法院处理那些有争议的离婚。然而，众所周知，司法机关有可能会拒绝最初的离婚请愿。在湖南衡阳陈定华、宁顺花夫妻的极端案例中，宁顺花因为对方迷恋赌博，在多次劝解无效后，五年五次提起离婚诉讼。

## 离婚法
中国的离婚法在历史上发生了重大的变化，这同时也反映了中国社会和文化的发展和演变。离婚在中国已经至少存在了两千年，但是在以前离婚的权利主要掌握在男性手中。从历史上看，男性有七个理由来否定他的妻子，包括通奸、不孕不育和不服从父母。从另一方面来说，女性只有三种理由来对抗这种断绝关系的方式。在最极端的情况下，女性只能通过逃跑或者自杀来逃离婚姻。

### 历史时期
在历史朝代的变迁中，离婚法变得愈加成文和严格。清政府对离婚实行严格的规定。例如，一对夫妇离婚需要一个正当的理由，例如，对伴侣不忠诚，并且这对夫妇的离婚需要得到家人和政府的批准。根据清朝的法律，男人可能会因为很多不正当的行为（流言蜚语、嫉妒、通奸、偷窃、对女方亲戚不孝顺）、生病或不能生育而与妻子离婚。但是妻子无法同享这些权利，只有当她的亲生家庭愿意代表她提起诉讼，或者只有当她的丈夫抛弃了她、对她造成了无法逆转的身体伤害、试图卖掉她或强迫她通奸时，她才能与丈夫离婚。在离婚法的实践中，离婚在晚清极为罕见，并可能导致了社会排斥。

### 民国时期
民国时期，离婚法向一种更加自由的形式转变。1930年，政府通过了《家庭法》，废除了家庭批准的要求，并以十项理由批准单方面离婚。然而，由于离婚的持续社会污名化，离婚仍然相对罕见。
虽然那时新法律将小妾视为家庭成员，为她们提供了更好的保护，但男性拥有小妾在社会上变得不那么可接受。根据新法规，纳妾实际上被视为通奸。因此，如果丈夫在1931年5月《民法典》实施后纳妾，妻子可以提出离婚，但如果丈夫在该日之前纳妾，则不能提出离婚。虽然妻子不能强迫丈夫抛弃他的小妾，但她可以选择司法分居来替代离婚。这样，她就不必和他住在一起，也可以避免离婚带来的社会耻辱。
在日本军队入侵中国时，在日本控制下的城市里，离婚诉讼越来越多。许多人失踪离开了没有经济支持的家庭。1942年，北京77%的离婚案件是由女性提起的，其中超过一半的案件以遗弃为理由。在法庭上，女性分享了丈夫离家找工作的故事，他们的丈夫但要么失踪，要么无法还钱，导致妻子难以养活自己和孩子。国民党士兵的妻子面临着与丈夫的长期分离，丈夫无法通过日本线路进行沟通或汇款。即使可以，国民党军队士兵较低的工资也会让这件事变得困难。在这种情况下，法院会准许妻子离婚。

### 新中国成立后
1949年，新中国成立后，中国共产党颁布了《婚姻法》，这项法律允许夫妻在双方同意的情况下离婚，但如果双方不能同意，他们必须尝试调解，并最终上诉法庭作出裁决。此外，该法律禁止丈夫在妻子怀孕期间或刚怀孕时与妻子离婚，并要求他们的配偶获上级领导的得许可才能离婚。1950年《婚姻法》的主要目标是废除1949年以前中国一直存在的封建婚姻制度。1950年左右的另一项发展是土地改革，赋予女性拥有土地的权利，这使她们能够获得更多的财政自主权。离婚和土地所有权方面的这些变化，致使更多的女性寻求离婚。因此，婚姻法被戏称为“离婚法”。因为离婚这一现象成为新出台的法律中最具争议和最令人担忧的方面。据统计数据显示，《婚姻法》生效后，离婚案件呈指数增长。1950年1月至4月，21个大中城市共有9300份离婚请愿书。同年，从5月到8月，共有17763份离婚申请。
《婚姻法》在城市中受到许多妇女欢迎的同时，也遭到了中国农村家庭的强烈抵制。他们认为是这项法律导致他们的婚姻破裂，并与政府一起开始反对这项法律。文化大革命期间，中国离婚率大幅下降，这一现象发生的主要原因是因为法院在准予离婚方面的限制性很强。法院允许离婚的少数原因之一是将受迫害的人与家人分开。这意味着，如果一个人被视为政治目标、“反革命分子”，或因与文化大革命有关的任何其他原因而面临迫害，法院将允许离婚，以使该人与配偶和子女保持距离。这种离婚的目的是避免由于人与人之间在社会上的关系连接来保护家庭免于犯罪，因为迫害一名家庭成员可能会给迫害人的整个家庭带来严重后果。

### 经济改革时期
1981年的《婚姻法》促进了离婚的合法程序。这项法律为离婚增加了一个新的标准：情感破裂。在毛泽东时期，离婚申请有一个调解过程，大家希望夫妻双方能够平稳地在一起。然而，根据新法律，如果夫妻之间的矛盾调解不成功，法院将批准他们离婚。此外，该法律还规定了当今中国的三种离婚形式：
1. 协议离婚。这种离婚由民政部门而不是法院管理，申请人不收取任何费用。在这种情况下，批准的离婚意味着结婚证被撤回，离婚证被发放。
2. 法院调解离婚。这种类型的离婚可能导致两种结果。如果调解成功地解决了夫妻之间的冲突，离婚申请将被撤回。另一方面，如果调解失败，法院将发出调解离婚证书，该证书与判决具有相同的法律价值。
3. 法院判决离婚。如果一方想要离婚，但另一方不同意，就会发生这种类型的离婚。如果法院判定这对夫妇已经失去了对彼此的爱，他们的关系是不可挽回的，法院的判决将准许他们离婚，以彻底解除婚姻关系。[33]

理论上，1981年的《婚姻法》可以使一方寻求离婚的案件更容易离婚。然而，由于传统文化的观念深入人心，离婚在很大程度上被视为夫妻间不合采取的最后手段，申请离婚的夫妇在案件到达民政部门之前，会被多方组织进行调解。在城市地区，工作单位、居民委员会和社区干部都会介入帮助这对夫妇重新考虑在一起。在农村地区，离婚调解程序往往对女性申请人不利。调解员通常由丈夫家人的成员组成，他们要么责备妻子，要么说服她维持婚姻。官方统计数据显示，1982年，约25%的离婚案件在法院调解后得以和解，这反映了政府“认真调解可以防止家庭解体”的观点。
在21世纪，中国的离婚率一直在稳步上升，特别是在城市地区。在所有离婚案件中，70%的发起人是女性。这部分归功于中国的经济增长，越来越多的女性接受教育，离婚带来的社会耻辱感也变得越来越不严重。离婚增加的另一个原因是，2001年《婚姻法》修正案同时也包括了离婚损害赔偿等离婚后抚养。

### 离婚冷静期
由于担心人口下降的问题，政府通过并实施了新的离婚政策来应对日益增长的离婚趋势，以实现社会稳定。2021年，政府在《民法典》第1077条增加了一条新规定，即“离婚冷静期”，申请离婚的夫妻在提交申请后需要等待30天。在此期间，任何一方都可以撤回其申请。在规定的30天冷静期结束后，这对夫妇必须再次亲自提交离婚申请，以正式合法地终止他们的婚姻。人们对这一规定的解释是为了防止“冲动”离婚，并阻止那些试图通过假离婚来逃避购房限制的夫妇。逃避购房限制是指夫妻利用法规漏洞，假离婚，允许他们以个人的名义购买额外的房产。这种规定被用来逃避政府对个人或家庭可以拥有的房产数量的限制。“离婚冷静期”被证明在降低离婚率方面是有效的，民政部报告称，2021年第一季度有29.6万人离婚。这一数字比上一年的最后一个季度登记的106万离婚人数低72%。
《民法典》第1077条的规定引发了不同的社会反应。2019年12月，早在该法规宣布之前，就有几家媒体开始以“是否支持实施离婚冷静期制度”进行公开投票。据《人民日报》报道，共有20.86万人参加了投票，只有5.78万人（27.7%）表示明确支持，11.7万人（55.6%）表示完全反对。2020年5月，该法规草案在刚刚公布的时候就成为了社会讨论的焦点，并且在国内各大社交媒体平台上引起了关注，包括抖音、新浪微博、微信朋友圈和QQ空间。人们在这些平台上发表了一些反对离婚冷静期的言论。例如，他们说，立法者最初“假设”人们离婚的意图是一个非理性的决定，许多人认为这是立法者自以为是和家长式的过度行为。毕竟，在婚姻等高度私人化的关系中，每个人拥有判断自己所处关系好坏的权利。
许多中国夫妻在2020年底，即在“离婚冷静期”生效之前急于离婚。有些人担心冷静期会让离婚变得更加困难，尤其是对于女性，因为女性历来都是婚姻中的弱势一方。其他人则指出，离婚冷静期可能会使女性更容易受到家庭暴力，甚至被对方谋杀。例如，湖北阳新的阚小芳由于长期遭受丈夫的家庭暴力，便在2021年提出离婚。在春节假期的时候，她回到原来的住处收集证据，为接下来的离婚程序作准备。据她的姐姐说，当时他们就注意到了她家门口附近有一把斧头，据此可见，她的丈夫可能在当时就打算杀了她。1月8日，离婚诉讼还没结束，阚小芳就被其丈夫残忍杀害。此案引发了新一轮关于“离婚冷静期”热议。人们认为，如果不为遭受家庭暴力的妇女提供全面保护，只是将离婚过程变得更加复杂和耗时，可能就会导致这样的悲惨结局。

## 婚姻改革

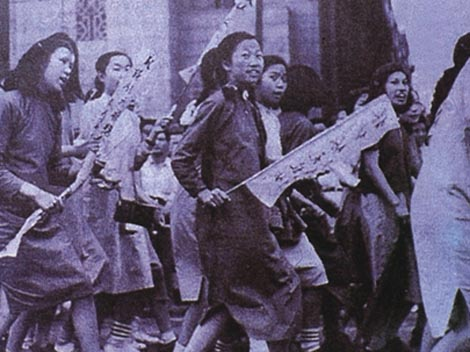
中国的女学生参加了五四运动示威游行

如今的婚姻制度受到了二十世纪发生的许多革命和女权主义运动的影响。这些改革的重点是女性和家庭。例如，禁止裹小脚、确保女性受教育权利的运动、允许女性加入劳动力队伍的运动，以及其他变化等。这些运动都挑战了已婚女性在传统中的刻板印象。然而，在实际情况中，女性在家庭中仍然负责大部分家务，并被期望将丈夫和家庭放在首位。很多的女性经常被迫内外兼顾，既需要在家中承担大部分家务，还需要在外工作，承担养家糊口的责任。尤其是在五四运动的时候，人们就呼吁男女双方可以自愿交往，希望婚姻能够成为基于感情的自由选择。1950年的《婚姻法》规定了这种选择配偶的自由，同时该法还禁止包办和强迫婚姻。
新中国成立后，政府在1950年和1980年推出了新的法律，其中包括新的《婚姻法》，禁止纳妾、童婚、一夫多妻制以及买卖子女结婚或卖淫。关于夫妻财产所有权变更的规定也极大地改变了男女之间的婚姻关系。例如，根据这项法律，女性不仅可以拥有财产，也可以继承财产。独生子女政策等法律也影响了已婚夫妇的家庭结构和生育模式。
婚姻法还对婚姻设置了严格年龄限制以鼓励晚婚年龄。然而，该法律似乎产生了相反的效果，因为该法律似乎降低了新婚夫妇结婚的年龄。1978年，农村和城市地区妇女的平均结婚年龄分别为22.4岁和25.1岁，1980年《婚姻法》颁布后的十年内，这一年龄降至21.0岁。在二十世纪中期，嫁妆和彩礼，以及一些传统习俗也开始有了一些改变。然而，近年来的报告似乎表明，举行婚礼相关的习俗在一些地区仍然存在，但由于政府放松了对这些习俗的严格禁令，在实际上，这些习俗可能正在被加以重视，亦或超越了此前的规模。
2017年1月，贵州省凯里市当局发布了新规定，禁止为第二次结婚的人举办婚宴，以阻止公开的铺张浪费的行为。多次的婚礼宴请，以及一次婚礼在多个地点举行仪式也被禁止。如果新娘和新郎想举办婚宴，他们现在必须在当地政府办公室登记，以确保他们在曾经都没有过登记结婚。
2018年12月，中国民政部在一次婚礼改革会议上发布命令，婚礼必须“将社会主义核心价值观和中华优秀传统文化融入婚姻家庭建设”，而不只是一场什么意义都没有的盛大婚礼。

## 同性婚姻
如今，中国不承认同性关系的婚姻结合。同性关系在中国存在历史悠久，但在现代，“对同性色情的文化宽容开始消退”。在1949年后的现代中，性取向在运动中被删除，直到1956年制定了具体政策。同性恋行为被定为非法行为，被归类为“流氓行为”，并受到刑法的惩罚。
1984年，国家不再将同性恋作为犯罪论处，而是将同性恋列为精神疾病。然而，同性恋不再被归类为精神障碍。在社会中，作为一个同性恋者要比单身或离婚更受耻辱。尽管同性恋者会存在这种污名，但还是有许多当地同性社区在国内发展起来，增加了非规范性行为和性别的可见性。然而，异性恋家庭和婚姻仍然是社会的主要形式，同性恋女性中的许多人参加异性恋婚姻。因此，近年来开发了一些软件和社交媒体网络，帮助同性恋者找到异性结婚，同时继续与同性约会。

## 家长干涉

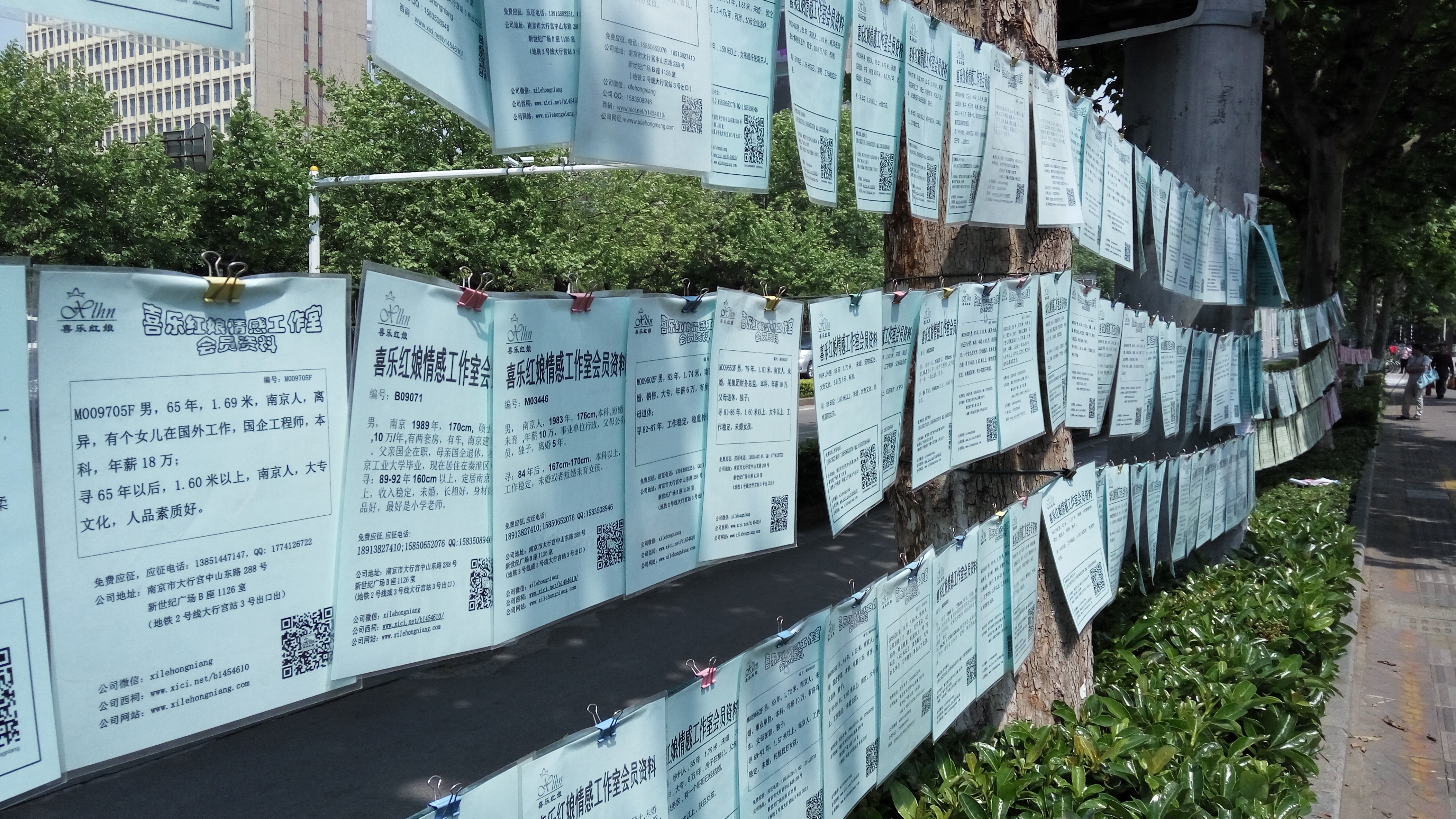
广告详细描述了中国南京单身人士的年龄、资产和受教育程度，通常是他们的父母在他们不知情的情况下为他们牵线搭桥

在最初期的婚姻中，孩子的婚姻是在媒人的帮助下由父母进行商量决定，一些人的命运在很小的时候就已经被确定了。自二十世纪的改革和婚姻法的实施以来，这种做法被视为非法的。从法律上讲，是否结婚的决定属于结婚当事人，每一位男性或女性都有选择伴侣的自由。在毛泽东时期之前，年轻人对自己的婚姻几乎没有选择。父母或老一辈会想着为他们的孩子决定一切，决定谁应该是他们孩子的伴侣，以及筹备他们的婚礼。

### 包办婚姻
研究表明，法律的强制性实施并没有完全阻止包办婚姻，但是法律确实在社会中产生了一定的影响。数据显示，在过去的五十年里，中国的大部分地区，由父母决定的包办婚姻现象显著减少。
如今，父母依旧掌握孩子的婚姻决定权是很少见的，但是父母以另一种方式参与了孩子婚姻的决策，这种方式是潜在间接的，可以是给孩子介绍对象，或者是在孩子在进入婚姻前提供一些可靠的建议。由于家庭是中国文化组成中的一个重要单位，父母虽然不再拥有绝对的控制权，但是会继续对孩子的婚姻决策产生影响。孩子的婚姻决定对父母长辈来说常重要的，因为家庭不仅仅是存在于当下的，还要继续存在于未来漫长的时期，这是关系到家族谱系，甚至在世的几代人都应该向祖先致敬。此外，女性通常被期望嫁给经济状况比自己好的男性，这种做法被称为“高嫁”。以此来看，婚姻对整个家庭都是有影响的。

### 婚后与父母一起生活
除了婚姻决定之外，父母还可以通过对子女生活的规划安排来参与他们的婚姻决定。尽管，现在许多夫妇都有自己的独立房子，但父母和孩子的居住模式需要根据不同的情况而定。父母及其已婚子女一起共同生活的情况会随着一些阶段的变化而产生变化，例如，已婚夫妇的育儿需求、父母丧偶和或者考虑父母健康等情况的出现而发生变化。

## 婚姻的几种类型

### 裸婚
裸婚是最近产生的一个中国俚语，于2008年创造产生，用来描述越来越多伴侣在还没有任何重要资产时结婚。涉及的“五不”是：没有戒指，没有仪式，没有蜜月，没有房子，没有车。这种做法违背了新郎应该为他未来的妻子提供一个新的住处的传统，或者至少违反了他们人应该为未来的孙辈提供物质基础的传统。但是，为了使婚姻得到法律和政府的法律承认和保护，婚姻必须根据婚姻法在政府登记。这种做法还使新郎的家人免于昂贵的婚礼费用，据估计，在过去30年中，婚礼的平均费用相比之前增加了4000倍。

### 闪婚
闪婚是最近产生的一个（带有贬义）中国俚语，表示认识不到一个月的伴侣之间的婚姻。在某些情况下，这些年轻情侣（通常在中国大城市）代表着对浪漫爱情态度的转变；因为很多人会发现，迅速飙升的房地产价格使得婚姻变得更加物质。“闪婚”的年轻人也有一部分是受到了父母的压力因为，他们想在在父母觉得自己成为大龄未婚青年前迅速结婚。然而，“闪婚”有很大的概率使一部分年轻人的婚姻在短时间内以离婚告终，因为他们在婚后会发现自己在不了解对方的个人习惯，也无法适应。

### 剩女
近年来，“剩女”的概念是由官方媒体和政府创建的，这样的目的是希望女性早点结婚。官方媒体经常发布有关于“女性后悔不早婚”的文章，强调晚婚的后果。这些“剩女”被描述为不正常的和不女性的，尽管这些女性在她们的工作中取得了成功，但由于她们长时间保持单身，被很多人看作是没有承担起传统意义上作为妻子的女性角色。
目前在中国，男性的数量多于女性，所以每个年龄段的女性都比男性更有可能结婚。因此，这一现象将会长期影响中国的人口增长以及中国的劳动年龄人口数量，所以这样看来政府有必要说服女性早点结婚。
自20世纪80年代改革开放以来，越来越多的女性拥有大学学历，如今越来越多的女性不愿意在毕业后就这么快地被婚姻生活“束缚”，女性会更注重自己的事业。另一种现象是反向跨阶级结婚，即男性最好选择嫁给比自己年轻、收入比对方低、背景比男性“低”的女性。
媒体对“剩女”的概念给父母辈灌输了新的焦虑，尤其是那些受过大学教育的女儿，她们的婚姻推迟到了20多岁。许多父母被迫为孩子寻找未来的伴侣，因此，中国大多数大城市相亲角成为了时代的产物。这些角落里的大多数婚介对象都是女性，因为在大多数看来，在一段婚姻中女性的角色比男性更加重要。这些女性在满足父母需求，以及追求的浪漫爱情的两者中，产生了矛盾。他们还表示希望通过消除职业女性的“双重负担”来改变社会现实中的性别规范。因此，尽管包办婚姻违反了国家政策，但父母仍在想方设法对子女施加影响和压力，来促成对家庭有利的婚姻。

## 催婚
在中国，催婚是父母和亲戚向未婚的男性或女性进行施压，敦促他们在30岁之前结婚，这是非常常见的现象，尤其是对女性来说。在中国，大多数父母希望他们的孩子能早点结婚，希望孩子最好是在30岁左右的时候结婚，甚至更早。通常，当父母对孩子的未婚状况感到焦虑和担忧时，父母就会给他们介绍合适的相亲对象。最流行的方法之一是，让他们的亲戚和朋友为孩子推荐一个各方面都合适的婚姻伴侣。此外，她们还会去相亲角发布相关的个人信息及对方的要求。这种现象会使得女性在婚姻中，站在了不平衡的关系另一边。国务院成立的一个隶属于共产党的组织“中国关心下一代工作委员会”在2016年进行了一项调查，调查显示，年龄在25岁至35岁之间的人群中，有86%的人经历了父母的催婚。虽然，近年来父母在子女婚姻中的主导权有所减弱，但许多年轻人仍然无法公开违抗父母的意愿。
两个时代的人在结婚对象的选择上和什么时候结婚的时间上存在着不可避免的价值差异。首先，许多老一辈的人认为结婚最合适的年龄是女性23周岁，男性25周岁。特别是，女性被要求在20多岁，30岁之前结婚，或者她们将会人们称为“剩女”。然而，由于许多年轻女性追求个人学业及事业，初婚的平均年龄被推迟了。例如，2005年，上海女性的平均初婚年龄为24.37岁，男性为26.68岁。然而，2014年女性为28.14岁，男性为30.11岁。因此，当年轻人在20多岁时追求个人学业及事业，而在导致他们在个人追求的时候，也就是20岁出头的年纪没有伴侣时，父母会对他们子女的这种情况显得更加激动。第二，老一辈的人认为婚姻是一个人应对突发疾病或意外失业的必要保障。在某些方面，这个想法与重视自由和独立的年轻人产生了冲突。因此，催婚成为了中国的一个普遍现象，许多年轻人在一些方面都需要面对。然而，父母催促孩子结婚并不是一种完全过时的行为。当父母年老时，他们希望自己可以在经济和精神上依赖孩子。他们担心未婚子女未来会没有家庭支持，因为这个家庭的关系相当于网络在中国发挥的重要作用。

## 统计数据
| 年份                                 | 登记对数/万对 | 初婚登记人数/万人 |
| ------------------------------------ | ------------- | ----------------- |
| 2013                                 | 1346.93       | 2385.96           |
| 2014                                 | 1306.74       | 2286.81           |
| 2015                                 | 1224.71       | 2108.97           |
| 2016                                 | 1142.82       | 1913.26           |
| 2017                                 | 1063.1        | 1746.33           |
| 2018                                 | 1013.94       | 1598.67           |
| 2019                                 | 927.33        | 1398.71           |
| 2020                                 | 814.33        | 1228.6            |
| 2021                                 | 764.3         | 1157.80           |
| 2022                                 | 683.5         | 1051.76           |
| 2023                                 | 768.2         | 1193.98           |
| 2024                                 | 610.6         |                   |
| 历年数据见中国国家统计局中国统计年鉴 |               |                   |

| 年份\季度 | 第一季度   |  |  |
| --------- | ---------- |  |  |
| 2023      | 214.7/64.3 |  |  |
| 2024      | 196.9/57.3 |  |  |
| 2025      | 181/63     |  |  |

| 省级行政区 | 初婚平均年龄 | 数据对应年份 | 来源   |
| ---------- | ------------ | ------------ | ------ |
| 上海       | 34.9         | 2024         | [ 70 ] |
| 江苏       | 27.49        | 2022         | [ 71 ] |
| 安徽       | 33.31        | 2021         | [ 72 ] |

## 另请参阅
- 中式婚礼
- 冥婚
- 走婚
- 童养媳
- 和亲
- 五四运动
- 中华人民共和国婚姻法
- 备胎
- 剩女
- 摩梭人
- 上海女同性恋者
- 中华人民共和国同性婚姻
- 包办婚姻